# Třída Andau
Třída Andau je třída hlídkových člunů indonéského námořnictva, postavených jako protiponorková verze třídy Kakap. Jedná se o variantu PB 57 Mk II německé loděnice Lürssen. Celkem byly postaveny čtyři jednotky této třídy.

## Stavba
Celkem byly německou loděnicí Lürssen ve Vegesacku vyrobeny čtyři jednotky této třídy, které byly zčásti sestaveny v indonéské loděnici PT. PAL Indonesia ve městě Surabaja. Do služby byly přijaty v letech 1988-1989.
Jednotky třídy Andau:
| Jméno         | Spuštěna | Vstup do služby | Status  |
| ------------- | -------- | --------------- | ------- |
| Andau (650)   |          | 1988            | vyřazen |
| Singa (651)   | 1986     | 1988            | aktivní |
| Tongkak (652) |          | 1989            | vyřazen |
| Ajak (653)    |          | 4. dubna 1989   | aktivní |

## Konstrukce

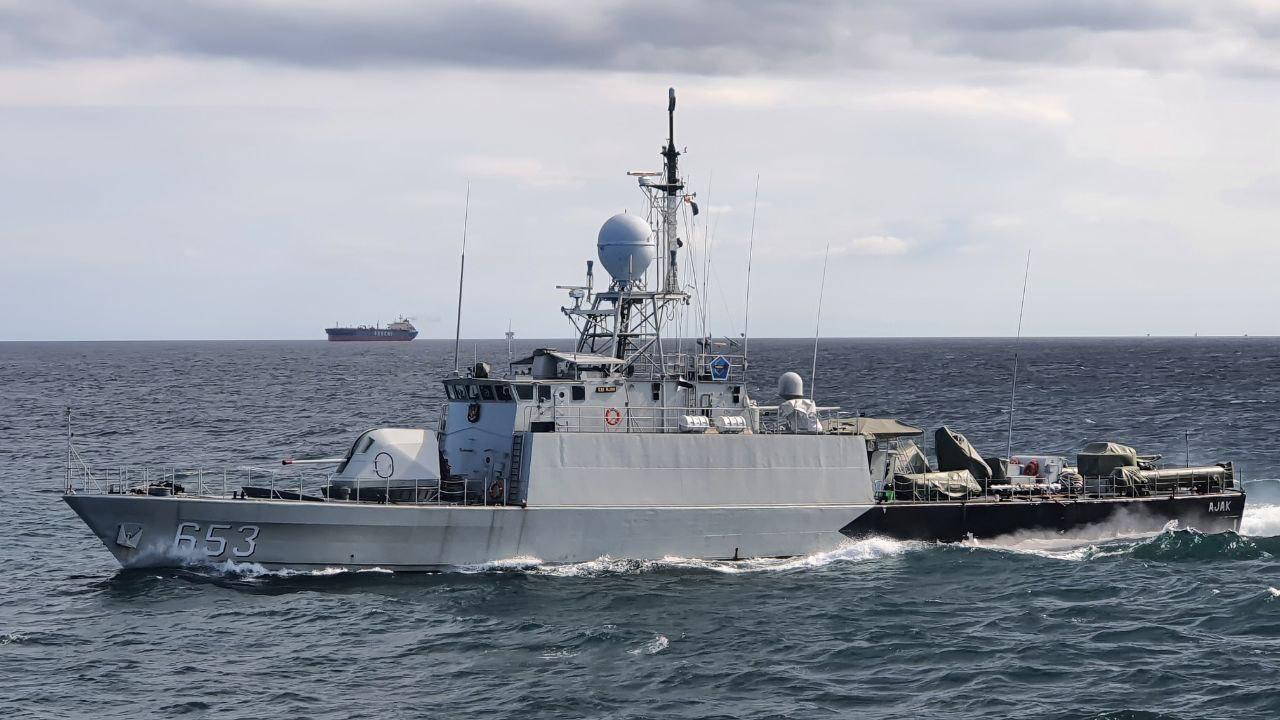
Ajak (653)

Plavidla nesou navigační radar Decca 1226, vyhledávací radar DR-2000 S3 a trupový sonar PHS-32. Výzbroj se skládá z jednoho 57mm kanónu Bofors, jednoho 40mm kanónu Bofors, jednoho 20mm kanónu a dvou 533m protiponorkových torpédometů. Pohonný systém tvoří dva diesely MTU 16V956 TB92 o celkovém výkonu 8260 BHP, pohánějící dva lodní šrouby. Nejvyšší rychlost dosahuje 27,5 uzlu. Dosah je 6100 námořních mil při rychlosti 15 uzlů.